# مملكة إشبيلية
مملكة إشبيلية (بالإسبانية: Reino de Sevilla)‏ كانت إقليما إداريا تابعا لتاج قشتالة وكانت تتميز بالحكم الذاتي الذي بدء مع مرور الوقت بالارتفاع بشكل كبير لدرجة بدأ وصفها بأنها دولة مستقلة ولكن هذا أيضًا بدأ بالانخفاض وكانت تحتوي على عدد من المدن المهمة منها كان: إشبيلية، قادس، ملقا وغيرها الكثير، تم إلغاء مملكة إشبيلية بعد التقسيم الإداري الجديد التي أتبعته إسبانيا في عام 1833.